# Zweite Polnische Republik
Als Zweite Polnische Republik (polnisch II. Rzeczpospolita) wird die Wiedergründung und die Geschichte Polens in der Zwischenkriegszeit und während des Zweiten Weltkriegs bezeichnet. Die Republik wurde als der Nachfolger des Regentschaftskönigreichs Polen gegründet. 11. November wurde zu einem festlich begangenen Tag in der Republik, dem Tag der Unabhängigkeit. Sein Gedenken galt das Übergabe des Oberbefehls vom Regentschaftsrat an Józef Piłsudski am 11. November 1918. Allerdings trat das Dekret über die vorläufige oberste Vertretungsbehörde der Republik Polen erst am 29. Dezember 1918 in Kraft; verfassungsrechtlich war der 11. November daher kein Gründungstag der Zweiten Polnischen Republik.

## Geografische Lage
Nach der erfolgten Konsolidierung der Grenzen zu den Nachbarstaaten im Jahr 1922 umfasste das Staatsterritorium 388.634 km². Die Staatsfläche blieb bis zum Jahr 1938 konstant und vergrößerte sich gering auf 389.720 km² durch die Annexion des Olsagebiets (805 km²) und der Gebiete von Orava und der Zips (284 km²) von der Tschechoslowakei am 1. Oktober 1938 bzw. Ende November 1938 infolge des Münchner Abkommens. Damit war Polen Anfang der 1920er Jahre der flächenmäßig sechstgrößte Staat Europas (nach der Sowjetunion, Frankreich, Spanien, Deutschland und Schweden) und stand mit einer Bevölkerungszahl von etwas mehr als 27 Millionen Einwohnern an sechster Stelle (nach der Sowjetunion, Deutschland, dem Vereinigten Königreich, Frankreich und Italien). Die damalige Bevölkerungsdichte von etwa 70 Einwohnern pro Quadratkilometer entsprach ungefähr der Bevölkerungsdichte Frankreichs (71 Ew./km²), lag aber deutlich unter den Werten der Staaten Mitteleuropas, des Vereinigten Königreichs und der Beneluxstaaten.
Geografisch erstreckte sich das Staatsgebiet von der Danziger Bucht im Norden bis zu den Karpaten im Süden. Im Westen und nach Norden zu Ostpreußen und der Freien Stadt Danzig gab es keine naturräumlichen Begrenzungen, sondern die Grenzen waren historisch gewachsen, und das Staatsgebiet ging nahtlos in das nordostdeutsche Tiefland über. Im Osten wurde die Grenze zur Sowjetunion zum Teil durch kleinere Flüsse markiert: den Sbrutsch, einen Nebenfluss des Dnister in Südosten, sowie Nebenflüsse des Prypjat. Im Einzugsgebiet des letzteren befanden sich ausgedehnte Sumpflandschaften.
Die Gesamtlänge der Grenze Polens betrug 5534 Kilometer (Stand: 1934). Außer 140 Kilometer Küstenlänge (2,5 %) gab es Landgrenzen zur folgenden Nachbarstaaten: Deutschland 1912 km (34,5 %) – davon Ostpreußen 607 km –, Sowjetunion 1412 km (25,5 %), Tschechoslowakei 984 km (17,8 %), Litauen 507 km (9,2 %), Rumänien 349 km (6,3 %), Freie Stadt Danzig 121 km (2,2 %), Lettland 109 km (2,0 %).

## Geschichte

### Vorgeschichte und Erster Weltkrieg

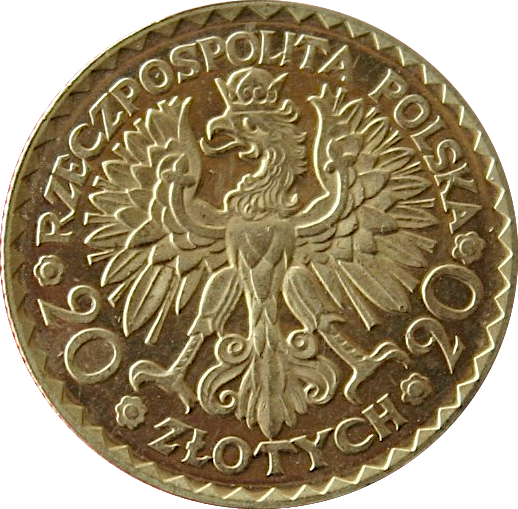
20 Złoty Goldmünze von 1925 mit dem damaligen Wappen

Die polnisch-litauische Wahlmonarchie und Adelsrepublik (Rzeczpospolita) wurde von 1772 bis 1795 in drei Schritten zwischen dem russischen Zarenreich, der Habsburgermonarchie und Preußen aufgeteilt. Für mehr als ein Jahrhundert gab es keinen selbstständigen polnischen Staat mehr.
Nach dem Ausbruch des Ersten Weltkriegs bemühten sich alle drei Teilungsmächte, die Polen für ihre Kriegsanstrengungen zu gewinnen. Hintergrund war auch die Überlegung, polnische Soldaten für die eigene Sache rekrutieren zu können. Zar Nikolaus II. proklamierte als Kriegsziel die Vereinigung aller Polen unter der russischen Zarenherrschaft und stellte eine regionale Selbstverwaltung in Aussicht. Von österreichischer Seite wurden Konzepte für eine mögliche „austro-polnische Lösung“ entwickelt. Nach den russischen Niederlagen der ersten beiden Kriegsjahre war fast ganz Kongresspolen (in offizieller amtlicher russischer Lesart die Weichselgouvernements) unter deutsche Militärbesatzung gekommen. Im November 1916 proklamierten die Mittelmächte Deutschland und Österreich-Ungarn die Gründung eines selbstständigen Königreiches Polen aus zuvor russischen Gebieten, das sogenannte Regentschaftskönigreich Polen. Im Friedensvertrag von Brest-Litowsk musste Sowjetrussland die staatliche Unabhängigkeit Polens von Russland anerkennen. Die Grenzen des proklamierten Königreichs Polen und sein genaues staatsrechtliches Verhältnis zu Österreich-Ungarn und zum Deutschen Reich blieben jedoch unbestimmt und eben aus diesen Gründen weigerten sich führende nationalpolnische Politiker, wie Józef Piłsudski mit den Mittelmächten aktiv zusammenzuarbeiten. Neue Hoffnung für nationalbewusste Polen brachte das am 8. Januar 1918 proklamierte 14-Punkte-Programm des US-Präsidenten Wilson, das einen unabhängigen polnischen Staat forderte, „der die von zweifellos polnischer Bevölkerung bewohnten Gebiete einschließen müsste“ und „freien Zugang zum Meer“ (Ostsee) haben sollte.
Im Brotfrieden zwischen dem Deutschen Reich und Österreich-Ungarn sowie der Ukrainischen Volksrepublik war den Verfechtern einer ukrainischen Unabhängigkeit das Gouvernement Cholm zugesichert worden, welches auch von den Polen beansprucht wurde. Daraufhin kam es zu Protesten und Streiks, am 18. Februar etwa ein landesweiter Streik in Galizien und eine Brigade der österreichisch-ungarischen Armee wechselte zum Gegner über. Daraufhin erklärte das Außenministerium in Wien, dass Bestimmungen des Brotfriedens nicht sofort in Kraft treten und von einer Kommission geprüft würden. Erst als sich an der Westfront die militärische Niederlage der Mittelmächte im Herbst 1918 deutlich abzuzeichnen begann und Russland schon seit einem Jahr im Chaos des Bürgerkriegs versunken war, erlangten ethnische Polen – auch durch die politische Unterstützung der Westmächte – volle Souveränität in einem eigenen Staat zurück.

### Staatsgründung

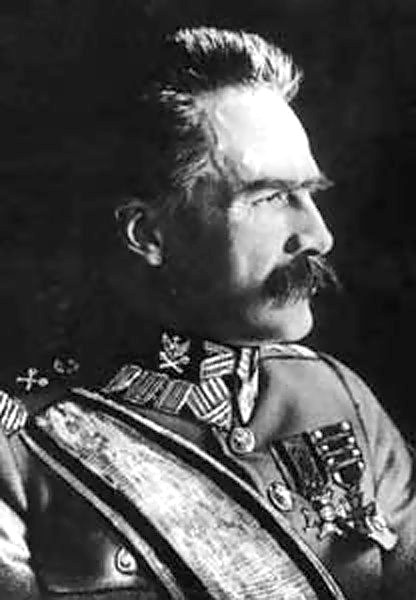
Józef Piłsudski, der Marschall der Zweiten Polnischen Republik in der Zwischenkriegszeit

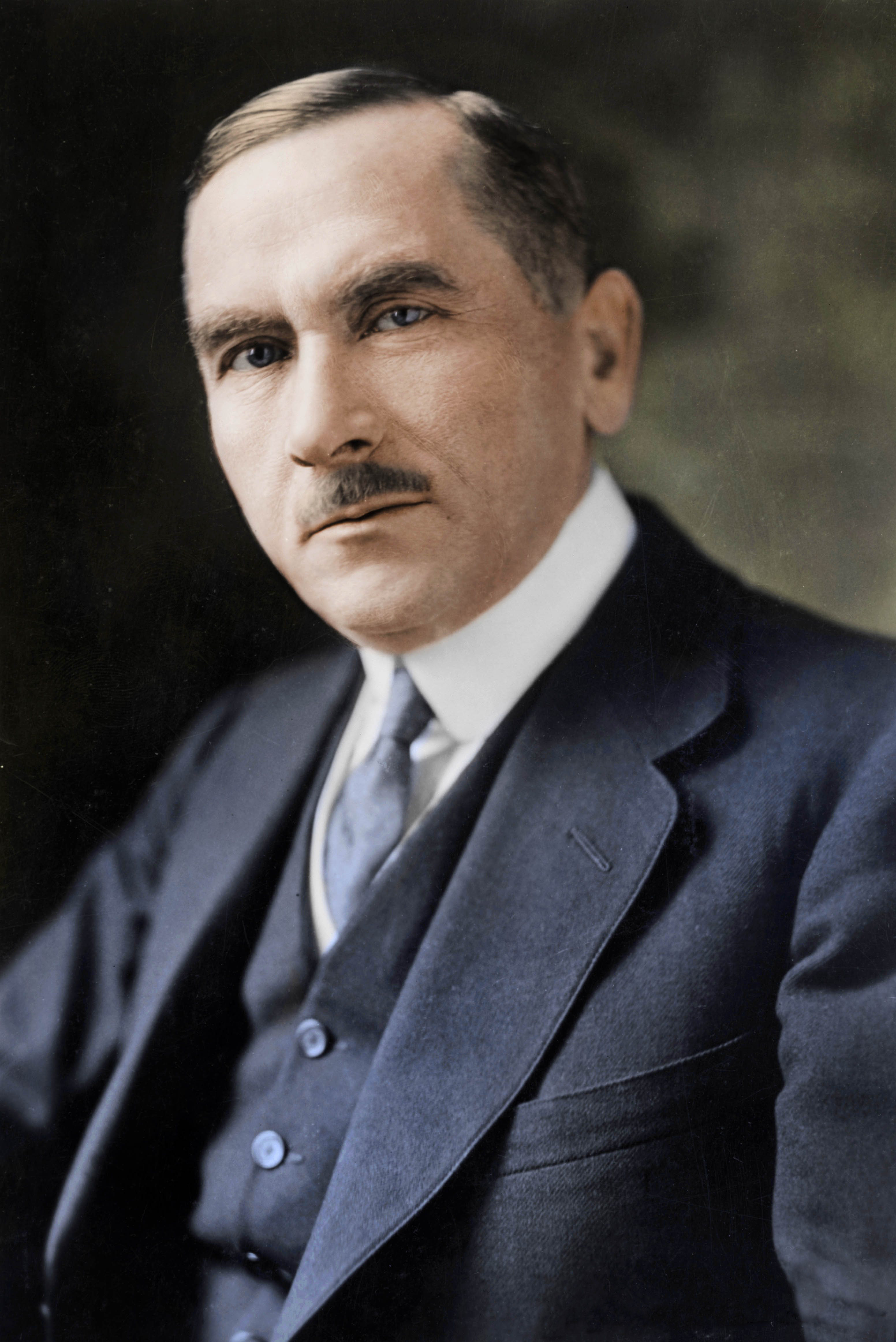
Roman Dmowski, führender Politiker der Nationaldemokraten und erbitterter Gegenspieler Piłsudskis

Am 7. Oktober 1918 proklamierte der Regentschaftsrat in Warschau einen unabhängigen polnischen Staat und übernahm fünf Tage später die Befehlsgewalt über die Streitkräfte. Das allgemeine aktive und passive Frauenwahlrecht wurde gleichzeitig mit dem entsprechenden Recht für Männer eingeführt. Dies geschah mit dem Dekret vom 28. November 1918 über das Wahlverfahren für den Sejm kurz nach der Neugründung des polnischen Staates. Artikel 1 garantierte das aktive, Artikel 7 das passive Wahlrecht.
Bereits im November 1918 hatte der aus der Magdeburger Festungshaft entlassene Józef Piłsudski in Warschau als „vorläufiges Staatsoberhaupt“ die Macht übernommen. Seine Entlassung war auf Bitten polnischer Unabhängigkeitsverfechter geschehen, die andernfalls auf Grund der schlechten Lebensbedingungen einen Aufstand in Polen befürchteten. Ein solcher hätte die deutschen Truppen im Osten abgetrennt, so dass die Verhinderung des Aufstands ebenso im Interesse Deutschlands war. Piłsudski ließ am 26. Januar 1919 den Verfassunggebenden Sejm wählen, der eine demokratische Verfassung ausarbeiten und verabschieden sollte.
Nach den Bestimmungen des Versailler Vertrags wurde Polen 1919 eine international anerkannte und unabhängige Republik. Nachdem es in mehreren Städten zu teilweise pogromähnlichen antisemitischen Ausschreitungen gekommen war, musste Polen auf Druck amerikanisch-jüdischer Vertreter am 28. Juni 1919 einen Minderheitenschutzvertrag unterzeichnen. Dies führte auf polnischer Seite zu Protesten, da weder die Triple Entente noch Deutschland (mit Ausnahme jedoch für Oberschlesien in Form des deutsch-polnischen Genfer Abkommens von 1922) eine solche Vereinbarung unterzeichnen mussten. Im Sejm stimmten aber 286 zu 41 Abgeordnete für den Vertrag.
Am 17. März 1921 nahm der Sejm die neue Verfassung Polens an. Diese sah zwei parlamentarische Kammern vor, dabei sollte der Sejm mit 444 Abgeordneten die eigentliche Macht ausüben, der Senat als Kontrollinstanz mit Einspruchsrecht fungieren. Der katholischen Kirche war zwar eine Vorrangstellung eingeräumt worden, sie war aber keine Staatsreligion. Mitte 1923 wollte der Sejm die Macht des Engen Kriegsrates (Ścisła Rada Wojenna), und damit Piłsudskis, beschneiden, woraufhin Piłsudski verärgert seine militärischen Ämter niederlegte. Er war aber weiterhin in engem Kontakt mit Militär und Politik.

### Konflikte mit den Nachbarn
Die Grenze im Westen war durch den Vertrag von Versailles bestimmt, in dem die beiden westlichen Mächte der Teilungen Polens, Österreich und Preußens Nachfolger Deutschland, als unterlegene Kriegsparteien territoriale Zugeständnisse machen mussten. Im Osten war Polens Grenze jedoch ungeklärt und umstritten. Einige Verfechter eines Wiedererstehens des Landes in den alten Grenzen ergriffen unter Führung Marschall Piłsudskis die militärische Initiative gegenüber seinen Nachbarstaaten. Zunächst fiel die polnische Armee Ende November 1918 in die erst wenige Wochen zuvor gegründete Westukrainische Volksrepublik ein und löste so den Polnisch-Ukrainischen Krieg aus, der im Mai 1919 mit dem Gewinn Ostgaliziens endete. Ebenfalls noch 1918 begann der Polnisch-Sowjetische Krieg mit Kämpfen um die Stadt Wilna (heute litauisch Vilnius), da Sowjetrussland völkerrechtliche Zugeständnisse an Polen abgelehnt hatte.
Am 21. April 1920 erkannte Polen die Ukrainische Volksrepublik unter Symon Petljura an. Damit verbunden war die Idee, einen Verbündeten und Pufferstaat gegen Russland zu haben. In einem Zusatzabkommen verzichtete die Ukraine zugunsten Polens auf Ostgalizien und Wolhynien, die beide eine überwiegend ukrainische Bevölkerung hatten, um im Gegenzug Unterstützung für den Kampf gegen die Rote Armee zu erhalten, welche die Ukraine besetzt hatte. Polen marschierte daraufhin in die ukrainischen Gebiete ein und besetzte Kiew. Die sich anschließende Gegenoffensive der Roten Armee führte diese bis kurz vor Warschau. Die Rote Armee erhielt, wie zuvor die polnische in der Ukraine, entgegen ihrer Erwartung keine Unterstützung durch die Bevölkerung. Durch die stark ausgedehnte Front war sie geschwächt und wurde bei einem Gegenangriff neu formierter Truppen unter Piłsudski entscheidend militärisch besiegt und bis zu einer Linie, die etwa der deutsch-russischen Front von 1916 entsprach, zurückgedrängt. Der polnische Gegenangriff und Sieg bei Warschau wurde als „Wunder an der Weichsel“ zum Gründungsmythos der polnischen Republik. 1921 endete der Krieg mit dem Frieden von Riga. Nach diesem Friedensvertrag verlief die polnische Ostgrenze etwa 200 Kilometer östlich der 1919 vom damaligen britischen Außenminister als Ostgrenze Polens vorgeschlagenen Curzon-Linie.
Mit der ebenfalls nach dem Ersten Weltkrieg neu gegründeten Tschechoslowakei kam es 1918/19 zu bewaffneten Grenzkonflikten, die später vertraglich beigelegt wurden. Jedoch blieb das polnisch-tschechoslowakische Verhältnis dauerhaft angespannt.
Polen hatte sein Hauptziel, einstmals zu Polen-Litauen gehörendes, allerdings überwiegend ukrainisch besiedeltes, russisches Teilungsgebiet wiederzuerlangen, bzw. die Gründung einer ukrainischen Republik als Pufferstaat, nicht erreicht. Wilna, die historische Hauptstadt Litauens, allerdings mit mehrheitlich polnischer und jüdischer Bevölkerung, kam zusammen mit der kurzlebigen Republik Mittellitauen zu Polen. Dies führte zu einer dauerhaften Belastung der Beziehungen zu Litauen und zum Abbruch der diplomatischen Beziehungen. In den östlich hinzugewonnenen Gebieten machten die ethnischen Polen nur eine Minderheit aus. Den Großteil der Bevölkerung in diesen Gebieten bildeten Ukrainer (Ruthenen), Belorussen und Juden.
Ab 1921 entwickelten sich gute Beziehungen zu Großbritannien und Frankreich, die an Polen vor allem als Gegengewicht zum bolschewistischen Russland interessiert waren. Insbesondere mit Frankreich entwickelten sich intensive Beziehungen (Französisch-polnisches Bündnis und Kleine Entente). Im Polnisch-Sowjetischen Krieg unterstützten Großbritannien und Frankreich Polen mit Waffenlieferungen, um mit der Sowjetunion den Bolschewismus zu schlagen. Die Schauerleute in Danzig hatten aber teilweise das Löschen westlicher Rüstungslieferungen bestreikt, um dem jungen Sowjetrussland, dem vermeintlichen Arbeiterstaat, die Front von immer neuen gegen es gerichteten Waffen freizuhalten.
Nachdem sich die Hoffnungen Polens, die Hafenstadt Danzig ganz unter Kontrolle zu bringen, nicht erfüllten und diese zur Freien Stadt Danzig mit ganz überwiegend deutscher Bevölkerung, die dem polnischen Staat ablehnend gegenüberstand, erklärt worden war, begann der polnische Staat mit dem Bau eines neuen Hafens im benachbarten Gdingen. Aus dem Fischerdorf mit 1.000 Einwohnern wurde in wenigen Jahren ein Handels- und Militärhafen mit über 100.000 Einwohnern, über den vor allem der Export polnischer Landwirtschaftsprodukte und von Kohle aus Oberschlesien erfolgte. Die Konkurrenz zum Danziger Hafen und die Errichtung eines polnischen Munitionslagers auf der Westerplatte gegen den Willen des Danziger Senats führte zu Spannungen.
Der Zugang vom übrigen Deutschen Reich zum seit 1919 geografisch getrennten Ostpreußen war ohne Eintritt ins vereinte polnische und Freistadt-Danziger Zollgebiet nur mit verplombtem Korridorzug von Konitz bis Dirschau durch die polnische Woiwodschaft Pommerellen auf der Ostbahn, per Schiff über die Ostsee durch den Seedienst Ostpreußen oder per Flugverbindung zum 1921 neu eröffneten Königsberger Flughafen Devau möglich. Im Juni 1925 begann zwischen Polen und Deutschland ein Handelskrieg.

### Anfangsjahre 1919–1925
Das neu gegründete Staatswesen stand vor großen Herausforderungen. Die innere Einheit des Staates muss erst langsam aufgebaut werden. Nationalbewusste Polen aus allen drei Teilungsgebieten hatten zwar die Neuaufrichtung des polnischen Staates euphorisch begrüßt, jedoch waren mehr als 100 Jahre getrennter Entwicklung nicht spurlos vorbeigegangen. Beispielsweise musste das Eisenbahnnetz erst vereinheitlicht werden, da sich die Eisenbahnnetze in den russischen, preußischen und österreichischen Gebieten unabhängig voneinander entwickelt hatten und es nur verhältnismäßig wenige Verbindungen zwischen diesen drei Netzen gab. Das Bahnnetz in Breitspur, wie es teilweise im ehemaligen Kongresspolen bestand und durchgehend im östlich davon gelegenen ehemals russischen Teilungsgebiet ausgeführt war, wurde bis 1929 einheitlich auf Normalspur umgestellt, wie es im ehemals preußischen und ehemals österreichischen Teilungsgebiet durchgehend der Fall war. Die bestehenden staatlichen Strukturen, welche die drei verschiedenen Teilungsmächte hinterlassen hatten, mussten vereinheitlicht, teilweise aber auch völlig neu geschaffen werden. Innenpolitisch waren die Jahre bis 1926 daher durch die Abfolge mehrerer parlamentarischer Regierungen dominiert; 1925 gab es 92 registrierte Parteien, wovon 32 im Parlament saßen. Zum ersten offiziellen Präsidenten Polens wurde 1922 Gabriel Narutowicz, ein Vertreter der gemäßigten Linken, gewählt. Narutowicz wurde jedoch wenige Tage nach seiner Amtseinführung von einem nationalistischen Fanatiker ermordet.
Zu seinem Nachfolger wählte die Nationalversammlung den gemäßigten Sozialisten Stanisław Wojciechowski. Da die Mehrheitsverhältnisse im polnischen Parlament (Sejm) sehr instabil waren, wechselten sich die Regierungen häufig ab und waren teilweise sehr schwach.
Im Jahr 1925 waren bspw. mit der Verabschiedung der Sozialgesetzgebung einschneidende Änderungen vollzogen worden, aber weiterhin existierten vier verschiedene Zivil- und Strafrechtssysteme nebeneinander.

### Mai-Umsturz und Sanacja-Regime

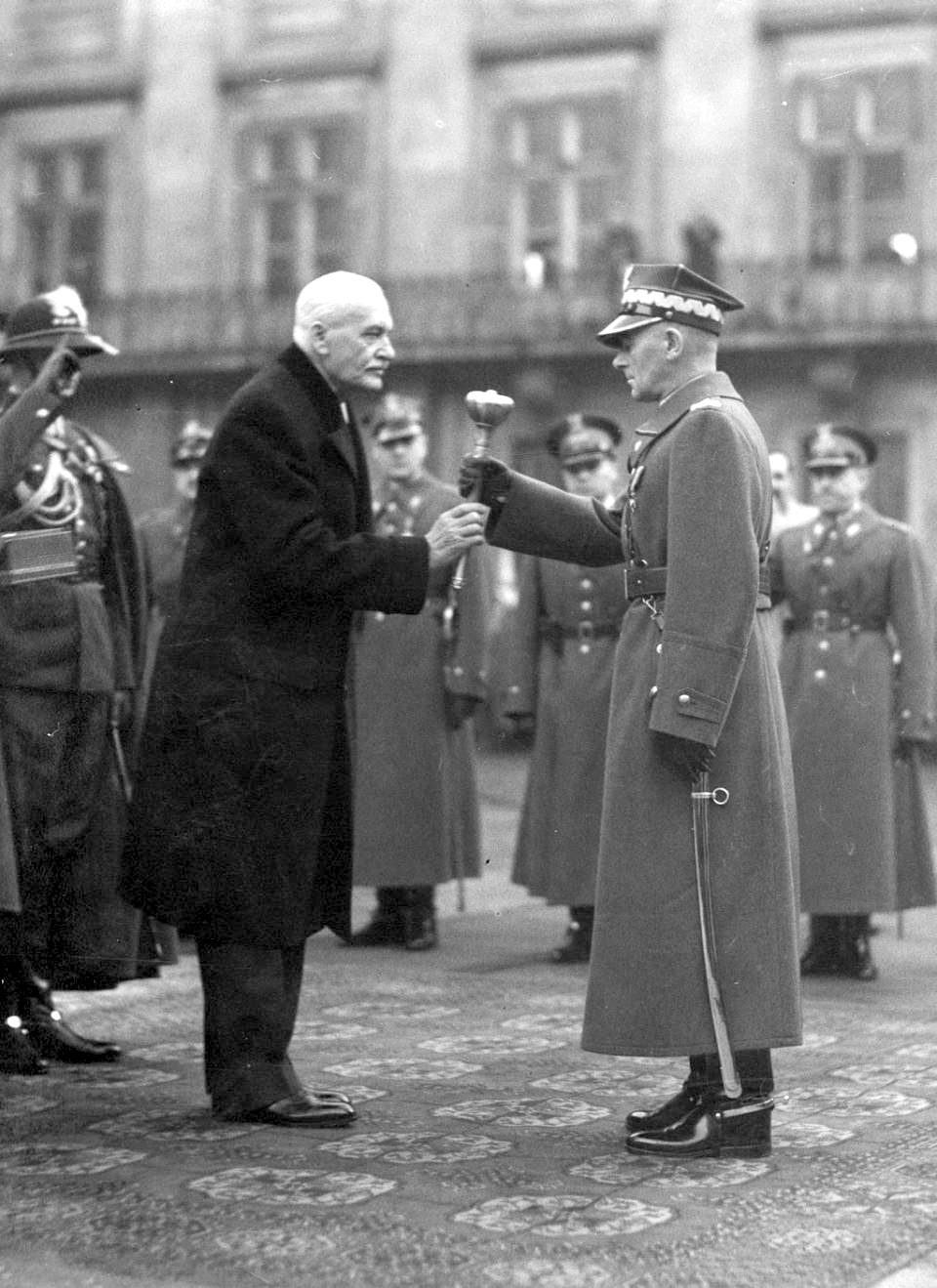
Präsident Ignacy Mościcki bei der Verleihung der Marschallwürde an General Edward Rydz-Śmigły

Józef Piłsudski war nach einigen Jahren unzufrieden mit der instabilen innenpolitischen Situation. Obwohl er in Armee und Staat keine offizielle Position bekleidete, führte er im Mai 1926, gestützt auf seine große Autorität bei der Bevölkerung und auf die Loyalität der Streitkräfte, einen Staatsstreich durch und blieb bis zu seinem Tod im Mai 1935 an der Macht.
Von nun an wurde Polen stratokratisch regiert. Die unter formaler Beibehaltung der Verfassung eingeführte „moralische Diktatur“ nannte sich selbst Sanacja („Sanierung“ oder „Gesundung“) und sollte zu einer Gesundung nach dem vermeintlichen Versagen des bisherigen politischen Systems führen. Allerdings bekleidete Piłsudski hierbei nur selten und nur für kurze Zeit offiziell bedeutende Ämter. Er war z. B. nie Staatspräsident, sondern überließ dieses Amt seinem loyalen Gefolgsmann Ignacy Mościcki. Piłsudski war meist nur Verteidigungsminister. Allerdings war er die allgemein anerkannte oberste Autorität im Staat. Auch gab es zumindest bis zum Ende der 1920er Jahre eine mehr oder weniger funktionierende, sogar im Parlament vertretene Opposition, die allerdings konsequent an der Übernahme der Macht gehindert wurde. Mit Beginn des Regimes begannen Repressionen gegen die Kritiker. Kritische Presseberichte wurden konfisziert und entsprechende Redakteure zu mehrwöchigen Haftstrafen verurteilt. Auch gab es Entlassungen von Beamten, Verbote von Versammlungen, Auflösungen oppositioneller Organisationen und Ähnliches. 1928 wurde, für die anstehende Sejmwahl, der Bezpartyjny Blok Współpracy z Rządem (Parteilose Block der Regierungsunterstützer) gegründet. Mit Unterstützung der Verwaltung erreichte sie bei den Wahlen ein Viertel der Stimmen bei einer Wahlbeteiligung von 78 %. Der relative Wahlsieg bedeutet aber zugleich keine ausreichende parlamentarische Macht für die Anhänger Piłsudskis. Als 1929 der Sejm Anklage gegen den Finanzminister wegen der Finanzierung der Wahlwerbung der Piłsudski-Partei aus Staatsgeldern erhob, kam es zu Drohungen der Regierung gegen das Parlament, die am 31. Oktober 1929 im Aufmarsch Bewaffneter im Foyer des Sejms gipfelten. Der Sejmmarschall Ignacy Daszyński verweigerte daraufhin die Eröffnung des Sejm. Ende August 1930 wurde das Parlament aufgelöst und kurz darauf 18 Abgeordnete, bis zu den Wahlen im November insgesamt 84 ehemalige Abgeordnete verhaftet. Nach der Ermordung von Innenminister Bronisław Pieracki durch einen ukrainischen Nationalisten im Jahr 1934 ließ die Regierung in der Kleinstadt Bereza Kartuska im heutigen Belarus ein Internierungslager für ukrainische Nationalisten, Kommunisten und andere prominente Regimegegner anlegen.
Eine auf die Person Piłsudski zugeschnittene neue Verfassung trat im April 1935 in Kraft („Aprilverfassung“). Der Marschall verstarb jedoch einige Wochen später. Die Wahlen zum Sejm vom 8. September 1935 wurden von der gesamten Opposition boykottiert, die Wahlbeteiligung betrug nur 43 %. Nach Piłsudskis Tod verfiel das bisher von seinem persönlichen Prestige geprägte System, da die Aspiranten auf seine Nachfolge nicht über das Charisma und die Popularität des Nationalhelden Piłsudski verfügten. Es entstanden zwei Machtzentren – die Gruppe „Schloss“ um Mościcki, benannt nach der Residenz des Präsidenten, dem Warschauer Königsschloss, und die Gruppe der „Obristen“ um den neuen Marschall Edward Rydz-Śmigły. Der Trend hin zu einem autoritären nationalistischem Staat verstärkte sich nun weiter. Rydz-Śmigły verstärkte faschistische Tendenzen innerhalb der Sanacja, um ein Bündnis mit anderen faschistischen oder faschistoiden Gruppen gegen seine innerparteilichen Gegner vom „Schloss“ zustande zu bringen. Im Herbst 1937 liebäugelte er gar mit einem Putsch, um ein Einparteiensystem zu errichten, scheiterte aber an Präsident Mościcki und seinen Unterstützern.
Laut dem deutschen Historiker Wolfgang Benz sind in dieser Zeit die „faschistischen Elemente der polnischen Diktatur […] unverkennbar“. Der britische Historiker Norman Davies dagegen bestreitet, dass das Regime faschistisch genannt werden kann, da die polnischen Sympathisanten des Faschismus, die es etwa innerhalb der Narodowa Demokracja gab, in Opposition zum Regime standen und es formal keine Diktatur darstellte. Der polnische Historiker Jerzy Holzer sieht zwar Tendenzen zur Errichtung eines faschistischen Regimes in Polen Ende der 1930er Jahre, die durch den deutschen Überfall abgebrochen wurden. Sie seien aber keineswegs unumkehrbar gewesen, da es von kommunistischer, sozialistischer und demokratischer Seite sowie aus der Sanacja-Bewegung selbst stets starken Widerstand dagegen gegeben habe. Der britische Soziologe Michael Mann rechnet Polen unter dem Sanacja-Regime wie auch Spanien, Portugal oder Jugoslawien zu den Staaten, in denen das alte Regime stark genug war, der Herausforderung durch die Weltwirtschaftskrise der 1930er Jahre standzuhalten und die nicht faschistisch, sondern korporatistisch-autoritär regiert wurden.
Die außenpolitischen Bemühungen Polens, die vor allem mit der Person von Außenminister Józef Beck verbunden sind, waren im Einklang mit der französischen Politik darauf ausgerichtet, einen Block kleiner und mittlerer Staaten zur Eindämmung sowohl Deutschlands als auch der Sowjetunion zu schaffen. Dem standen jedoch vor allem die durch die Grenzziehung nach dem Ersten Weltkrieg entstandenen gegenseitigen Gebietsansprüche im Wege. So beteiligte sich Polen, kurz bevor es selbst von Deutschland und der Sowjetunion besetzt wurde, aktiv an der Zerschlagung der Tschechoslowakei und annektierte nach dem Münchner Abkommen Ende Oktober 1938 die mehrheitlich von Polen besiedelten Industriegebiete um die Stadt Teschen (Těšín), das so genannte Olsagebiet, und kleinere Gebiete im Grenzgebiet zur Slowakei.

### Zweiter Weltkrieg
Im August 1939 schlossen das Deutsche Reich und die Sowjetunion den Hitler-Stalin-Pakt, in dessen geheimem Zusatzprotokoll die Aufteilung des polnischen Staatsgebietes sowie die Annexion der baltischen Staaten durch die Sowjetunion vereinbart wurden. Am 1. September 1939 wurde Polen vom Deutschen Reich angegriffen. Auch Truppen des deutschen Vasallenstaats Slowakei stießen auf polnisches Gebiet vor. Deutsche Truppen erreichten am 8. September die Hauptstadt Warschau. Nachdem die westlichen Teile des Landes an die deutschen Invasoren verlorengegangen waren, begann ab 17. September unter dem Vorwand des „Schutzes“ der belarussisch-ukrainischen Bevölkerung durch den Einmarsch der Roten Armee die sowjetische Besetzung Ostpolens. Die polnische Regierung verließ in der Nacht vom 17. auf den 18. September 1939 über den noch freien Grenzübergang bei Kuty (heute in der Ukraine) Polen und begab sich ins neutrale Rumänien, später nach Paris und 1940 nach London. Von dort aus organisierte sie den Widerstand gegen die deutsche und sowjetische Besatzung. Die Schlacht um Warschau endete am 28. September 1939 mit der Kapitulation.
Das westliche Polen kam daraufhin unter deutsche Besatzungsherrschaft oder wurde ins Deutsche Reich eingegliedert. Aus den annektierten polnischen Gebieten entstanden die Reichsgaue Wartheland (Gauleiter Arthur Greiser), Danzig-Westpreußen (Gauleiter Albert Forster) sowie das Generalgouvernement für die besetzten polnischen Gebiete (Generalgouverneur Hans Frank). Ostoberschlesien wurde an die Provinz Schlesien angegliedert und Gebiete nördlich von Warschau der Provinz Ostpreußen zugeschlagen (sog. Regierungsbezirk Zichenau, Landkreis Sudauen).

## Bevölkerung

### Zahlen

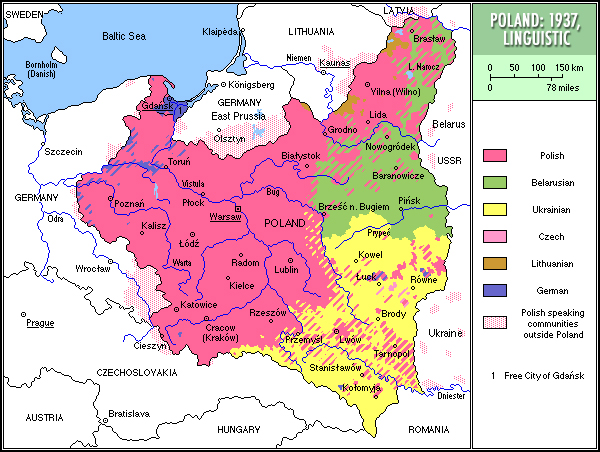
Polen, Sprachenkarte 1937 in einer polnischen Darstellung von 1928

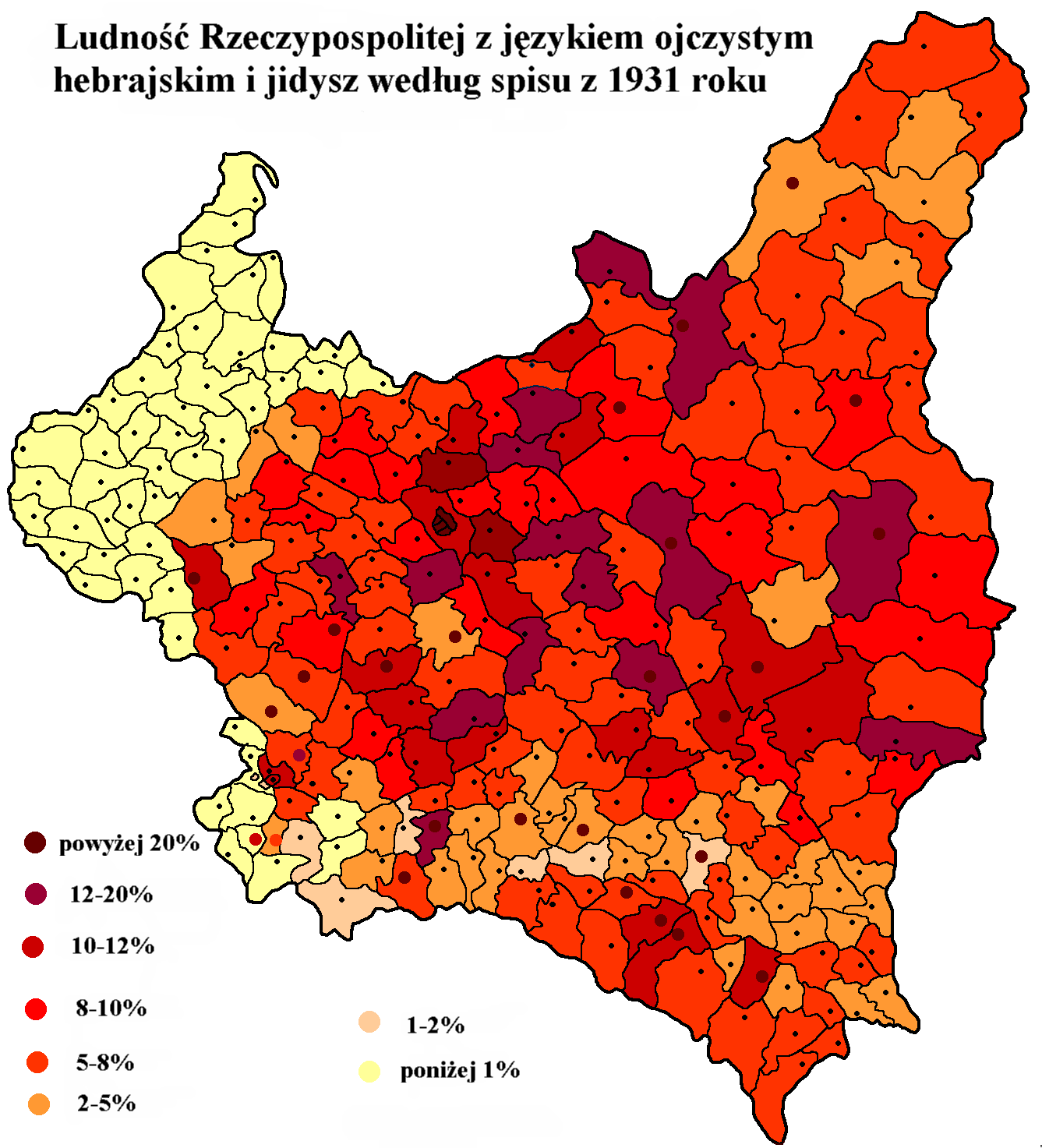
Verbreitung der Jiddischen und Hebräischen Sprache in Polen 1931. Die Juden im Posenschen und in Ostoberschlesien sprachen Deutsch.

Polen zählte Anfang der 1920er Jahre 27 Millionen Staatsbürger (Anfang der 1930er Jahre waren es bereits 32 Millionen). Ein Drittel der Staatsangehörigen gehörte nationalen Minderheiten an. Die Volkszählung von 1921 ergab folgende ethnische Gruppen in Polen:
- 18 Millionen Polen[33] (69,2 %)
- 3,7 Millionen Ukrainer[33] (14,3 %)
- 1,06 Millionen Belarussen (3,9 %) in Nordostpolen
- 1,06 Millionen Deutsche (3,9 %) in ganz Polen beheimatet
- 2,7 Millionen Juden[33] (7,8 %) vor allem in Ostpolen

1919 befanden sich etwa zwei Millionen Deutsche auf dem Gebiet der polnischen Republik. Etwa die Hälfte wanderten in den ersten Jahren nach Kriegsende aus.
Nach der Volkszählung vom 31. August 1939, also unmittelbar vor dem Zweiten Weltkrieg, lebten in Polen 35,339,000 Menschen, und die Zahlen waren wie folgt:
- Polen 23.129.400 (65,5 %)
- Ukrainer 5.554.100 (15,7 %)
- Juden 3.356.900 (9,5 %)
- Belarussen 2.144.600 (6,1 %)
- Deutsche 822.500 (2,3 %)
- Andere 331.500 (0,9 %)[34]

Alle Volksgruppen hatten also zugelegt, nur die deutsche Minderheit hatte, entgegen dem Trend, abgenommen.

### Minderheitenpolitik
Durch den Minderheitenvertrag von Versailles, die Verfassung, den Frieden von Riga, sowie die Genfer Konvention waren die Minderheiten theoretisch geschützt. Vor allem die deutsche Minderheit nutzte die Möglichkeiten, internationale Schiedsorgane anzurufen. Zwischen 1920 und 1930 gab es über 1200 Petitionen an den Völkerbund, 300 davon kamen aus Polen und davon wiederum fast die Hälfte aus den Jahren 1931/32, als Polen und die Weimarer Republik den Höhepunkt ihrer Auseinandersetzung hatten. Somit war Polen de facto ein multinationaler Staat.
Im offiziellen Sprachgebrauch wurde jedoch der polnische Charakter der Republik betont. Dies führte zu erheblichen Konflikten mit den nationalen Minderheiten. So verfügten die Ukrainer und die Belarussen über keine Anstalten der höheren Bildung. Auch den Oberschlesiern sprachen staatliche Stellen ihr regionales Sonderbewusstsein ab.
Polen war der Staat mit der größten jüdischen Bevölkerungsgruppe in Europa.
1926 wurde Michał Grażyński zum Woiwoden Schlesiens. Er ging gegen das deutsche Schulwesen, deutsche Großgrundbesitzer und Großindustrielle vor. Zwischen 1926 und 1929 kam es zu fast 100 Beschwerden wegen Verstößen gegen das Deutsch-Polnische Genfer Abkommen über Oberschlesien. Die deutschen Parteien bauten bei Wahlen ihren Stimmenanteil von 26 % (1922) auf 34 % (1930) aus. Der Stimmenanteil deutscher Parteien in Oberschlesien lag deutlich über dem in der amtlichen Statistik ausgewiesenen Prozentzahl an Deutschsprachigen, der nach dem Zensus von 1931 bei 6,0 % lag (im Jahr 1921 noch bei 44,2 %). Dies ließ nur den Schluss zu, dass auch viele polnischsprachige Oberschlesier für deutsche Parteien gestimmt hatten, worüber sich polnische Nationalisten besonders erbost zeigten. Erst 1930 sank der Anteil, nachdem die Opposition, nicht nur die deutsche, durch Polizei und Behörden massiv behindert wurden. Dafür wurde Polen im Januar 1931 vom Völkerbundsrat verurteilt.
Für Mittelpolen (Raum Lodz) war der Deutsche Volksverband in Polen im Sejm und Senat vertreten. Durch die Verkleinerung des Sejm von 444 auf 408 Sitze verringerten sich die Chancen der Minderheiten, Abgeordnete ins Parlament zu entsenden, 1935 erneut.
Die Ukrainer bekämpften im Sejm, erfolglos, die Schulreform von 1925, bei welcher die Zahl der ukrainischsprachigen Grundschulen von 2450 während der Habsburger Zeit auf 500 im Jahr 1937 schrumpfte. Allerdings stieg zugleich die Zahl der zweisprachigen Schulen von 1426 auf 2710. Die 600.000 Juden, die 1917/1919 aus Russland aus- bzw. zurückgewandert waren, erhielten zwischen 1926 und 1928 die polnische Staatsbürgerschaft.
Die Belarussen erreichten, zumindest kurzfristig, eine Verbesserung ihrer Lage. 1929 entstand an der Universität Wilna sogar ein Lehrstuhl für Beloruthenistik.
In Ostgalizien wurde hingegen der ukrainischen Minderheit die versprochene ukrainische Universität Lemberg vorenthalten. Im zuvor russischen Ruthenien hingegen wurde von den Behörden ein wohlwollender Kurs eingeschlagen. Im Südosten des Landes war die Organisation Ukrainischer Nationalisten aktiv und bekämpfte den polnischen Staat mit Anschlägen und Sabotageakten, was zu Militäraktionen Polens führte.
Am 13. September 1934 kündigte Polen den Minderheitenschutzvertrag und kündigte an, ein solches Abkommen nur erneut zu unterschreiben, wenn es ein einheitliches für ganz Europa geben würde. Das deutsch-polnische Genfer Abkommen über Oberschlesien lief im Mai 1937 aus. Mit Deutschland wurde am 5. November 1937 ein bilateraler Vertrag geschlossen, der den Minderheitenschutz an den Schutz der eigenen Landsleute im jeweils anderen Staat band.
Die Rechte der vielen Minderheiten (vor allem Ukrainer, Belarussen und Deutsche) wurden massiv eingeschränkt, vor allem die Juden diskriminiert und verfolgt. 1936 organisierte das Regime einen Boykott gegen die Juden, der von der katholischen Kirche unterstützt wurde. Bei den gleichzeitigen Pogromen wurden mehrere Dutzend Menschen erschlagen. Man machte die Juden als Sündenböcke für als negativ empfundene Begleiterscheinungen der Moderne wie Atheismus, Kommunismus und Pornographie sowie für die strukturellen Probleme verantwortlich, unter denen die Wirtschaft des Landes in der Zwischenkriegszeit litt. Verschiedene Berufsverbände schlossen Juden nach dem Beispiel der deutschen Arierparagraphen von der Mitgliedschaft aus, einige Universitäten führten einen Numerus clausus für jüdische Studenten ein. Im März 1938 verwehrte das Sanacja-Regime 16.000 Juden mit polnischer Staatsangehörigkeit die Einreise, die vom NS-Regime in der so genannten Polenaktion des Landes verwiesen worden waren und daraufhin im Niemandsland zwischen Deutschland und Polen festsaßen.
Die vom NS-Staat unterstützte deutsche Minderheit geriet trotz der seit dem Nichtangriffsvertrag zwischen Adolf Hitler und Piłsudski offiziell guten deutsch-polnischen Beziehungen immer stärker unter die Beobachtung polnischer Geheimdienststellen, wozu auch die wachsende Begeisterung vieler Angehöriger der deutschen Minderheit für den Nationalsozialismus beitrug.

## Konflikte mit den Nachbarländern
Der Zerfall der Vielvölkermonarchien in Zentral-, Süd- und Osteuropa hinterließ ein machtpolitisches Vakuum, das zur Entstehung bzw. Wiederentstehung von elf Nationalstaaten, darunter Polen, führte. Diese Entwicklung verlief nicht immer friedlich, sodass es zu einer Reihe militärischer Auseinandersetzungen um die Neugestaltung der Grenzen kam.
Im Fall der Zweiten Republik Polen waren das folgende Konflikte:
- Posener Aufstand (1918–1919)
- Polnisch-Ukrainischer Krieg, von 1918 bis 1919
- Aufstände in Oberschlesien, drei bewaffnete Konflikte in Oberschlesien, zwischen 1919 und 1921
- Polnisch-Tschechoslowakischer Grenzkrieg, vom 23. Januar bis zum 5. Februar 1919, um das Olsagebiet und Teschen
- Polnisch-Litauischer Krieg, vom 1. September 1920 bis zum 7. Oktober 1920
- Polnisch-Sowjetischer Krieg, von 1919 bis 1921

Polen war also mit fast jedem Nachbarland in Konflikte um Territorien und ethnische Minderheiten verwickelt. Im Osten hatte Polen seine Grenzen nach den Kämpfen mit Sowjetrussland etwa 200 km östlich der von Polen als auch Sowjetrussland nicht akzeptierten Curzon-Linie gefestigt. Nur mit Rumänien und Lettland unterhielt Warschau spannungsfreie Beziehungen.
Insgesamt verfügte der neue Staat über fast 5000 km Grenze, wovon lediglich 350 zu Rumänien und 100 km zu Lettland nicht an Gegner grenzten. Dies führte dazu, dass etwa ein Drittel der Staatsausgaben vom Ministerium für Militärische Angelegenheiten verwaltet wurden. Kritik an diesem hohen Budget wurde dabei auch von der Opposition nicht geäußert.
Die Republik war zunächst eine parlamentarische Demokratie, wurde jedoch nach dem Maiputsch Józef Piłsudskis im Mai 1926 in ein von diesem autoritär geführtes Sanacja-Regime mit lediglich demokratischer Fassade umgewandelt. Als faktisches Enddatum gilt meist der 1. September 1939, der Beginn des deutschen Überfalls auf Polen.
Mit Międzymorze wurde zudem von Piłsudski das Konzept eines von Ostsee bis Schwarzem Meer reichenden slawisch-baltischen Bundesstaates in Mittel- und Osteuropa unter polnischer Führung vorgeschlagen, das von den anderen Nationen abgelehnt wurde.
Die polnischen Ostgebiete wurden in der im geheimen Zusatzprotokoll zum Hitler-Stalin-Pakt vom 24. August 1939 vereinbarten Interessengebietsaufteilung Josef Stalins Interessensphäre zugeordnet (Vierte Teilung Polens). Stalin ließ die Rote Armee am 17. September dort einmarschieren, die Gebiete blieben in der Folge des Zweiten Weltkrieges bei der Sowjetunion. Er schlug Polen die deutschen Ostgebiete östlich der Oder-Neiße-Linie als Entschädigung zu. Dem stimmten die Westalliierten der Anti-Hitler-Koalition einstweilen zu. Somit fand gegen den Willen der betroffenen polnischen sowie auch deutschen Bevölkerung eine komplette Neuordnung der Grenzen mit einer daraus resultierenden Westverschiebung Polens statt.

### Deutschland
Mit Deutschland gab es zwischen 1919 und 1921 Auseinandersetzungen vor allem um den Besitz Oberschlesiens. Bei der Abstimmung am 20. März 1921 stimmten 59,6 % der Wähler für den Verbleib bei Deutschland. In einigen Gebieten überwog das pro-polnische Votum. Generell war der pro-deutsche Stimmenanteil in den Städten besonders hoch und der pro-polnische in einigen ländlichen östlichen Regionen.
Polnische Freischärler begannen daraufhin am 3. Mai 1921, begünstigt von französischen Besatzungstruppen – Italiener und Briten unterstützten die deutsche Seite –, einen bewaffneten Aufstand, um den Anschluss zumindest von Teilen Oberschlesiens an Polen gewaltsam durchzusetzen. Das Deutsche Reich konnte aufgrund der Beschränkungen durch den Versailler Vertrag nicht gegen die Freischärler vorgehen, jedoch gingen mit Billigung der Reichsregierung Freikorps des „Selbstschutzes Oberschlesien“ gegen die polnischen Aufständischen vor. Es kam zu blutigen Auseinandersetzungen zwischen Deutschen und Polen. Am 23. Mai 1921 gelang den deutschen Freikorps die Erstürmung des St. Annabergs, wodurch eine Stabilisierung der Lage eintrat.
Am 20. Oktober 1921 beschloss der Oberste Rat der Alliierten, einer Empfehlung des Völkerbundes folgend, das ostoberschlesische Industrierevier an Polen zu übertragen, dem es als Autonome Woiwodschaft Schlesien angeschlossen wurde. Beim Deutschen Reich verblieb der flächen- und bevölkerungsmäßig größere Teil des Abstimmungsgebiets – Industriestädte wie Beuthen OS, Gleiwitz oder Hindenburg OS blieben weiter deutsch – doch Ostoberschlesien mit etwa 80 % des Industriereviers kam zu Polen. Beide Seiten mussten sich auf Veranlassung des Völkerbundes zum Schutz der jeweiligen nationalen Minderheiten in Oberschlesien verpflichten (Genfer Abkommen). Die Einhaltung dieses Minderheitenschutzes, vertraglich auf 15 Jahre begrenzt, war in der Folgezeit eine anhaltende Quelle von zwischenstaatlichen Spannungen zwischen Deutschland und Polen.
Der überwiegende Teil der Provinzen des Königreichs Preußen, Westpreußen und Posen, die durch die Teilungen Polens 1772 und 1793 an Preußen gekommen waren, wurden aus dem Deutschen Reich herausgelöst und ohne Volksabstimmungen der neuen polnischen Republik einverleibt. Polen bekam dadurch einen Zugang zur Ostsee bei Gdingen. Einen Teil der Gebiete hatte polnisches Militär im Großpolnischen Aufstand bereits zuvor besetzt.
Die alte Hansestadt Danzig, auf deren Erwerb Polen gehofft hatte, wurde durch die Alliierten zur Freien Stadt Danzig erklärt und verblieb mit Nutzungsrechten Polens am Danziger Hafen und Einschluss ins polnische Zollgebiet, doch außerhalb der Grenzen des neuen polnischen Staates, unter der Aufsicht des Völkerbundes. Aufgrund des nicht geglückten Erwerbs und der ablehnenden Haltung der deutschen Bevölkerung Danzigs begann Polen wenige Kilometer entfernt auf polnischem Gebiet in Gdingen (Gdynia) mit dem Bau eines neuen Hafens, der sich rasch zur Konkurrenz für Danzig entwickelte.
Für weitere Gebiete sah der Versailler Vertrag Volksabstimmungen über die Staatszugehörigkeit vor. In Masuren (Regierungsbezirk Allenstein) und im Bezirk Marienwerder (ehemals Westpreußen) fanden unter alliierter Aufsicht Volksabstimmungen statt, in denen sich die große Mehrheit der Bevölkerung (98 % bzw. 92 %) für den Verbleib bei Ostpreußen und Deutschland entschied.

### Litauen und Ukraine
Die polnischen Bestrebungen zur Wiederherstellung seiner historischen Grenzen von 1772 stießen auch in Litauen und in der Ukraine auf Widerstand und gefährdeten vor allem Ukrainer und Litauer. Eine Woche nach der polnischen Unabhängigkeitserklärung riefen auch die Ukrainer in Lemberg ihre Unabhängigkeit aus. Im Polnisch-Ukrainischen Krieg um das ehemalige habsburgische Königreich Galizien und Lodomerien erweiterte Polen sein Gebiet nach Osten in die Ukraine hinein. Besonders heftige Kämpfe wurden um Lemberg geführt, das polnische Freiwilligenverbände und reguläre Armeeteile am 21. November einnahmen. Der Krieg dauerte bis in den März 1919 an; er wurde am 21. April 1920 durch ein Abkommen zwischen Polen und der Volksrepublik Ukraine unter Symon Petljura offiziell beendet.
Polnische Soldaten griffen auch in der Westukraine lebende Juden an: Als Lemberg nach teilweise heftigen Kämpfen am 21./22. November 1918 von polnischen Truppen eingenommen worden war, kam es vom 22. bis zum 24. November zu einem Pogrom an der jüdischen Gemeinde der Stadt.
Der mit dem Versailler Vertrag ins Leben gerufene Völkerbund sah die Ziehung einer Grenzlinie aufgrund der im Dezember 1919 vorgelegten Empfehlungen einer Kommission unter Leitung des britischen Außenministers Curzon vor, durch die mehrheitlich polnischsprachige Gebiete um Wilna in Litauen und Lemberg in Galizien dem polnischen Staat verloren gehen würden.
Die weitergehenden Pläne Piłsudskis zielten zudem auf die Wiedererrichtung einer Republik unter polnischer Führung in der Tradition der 1795 untergegangenen Adelsrepublik, zu der auch mehrheitlich von Ukrainern und Belarussen bewohnte Gebiete gehören sollten. Polnische Truppen besetzten daher 1919 den östlichen Teil Litauens um Wilna, das seine Unabhängigkeit gerade gegen Russland durchgesetzt hatte, ebenso vorübergehend Kiew in der Ukraine, was wegen der Überschneidung mit den territorialen Ansprüchen Sowjetrusslands zum Polnisch-Sowjetischen Krieg führte.
Weitere umfassende polnische Ansiedlungsmaßnahmen führten zu teils gewaltsamen ukrainischen Reaktionen, die 1930 die sogenannte Befriedung der Ukrainer in Ostgalizien durch polnische Polizei und Militär nach sich zog.

### Sowjetunion

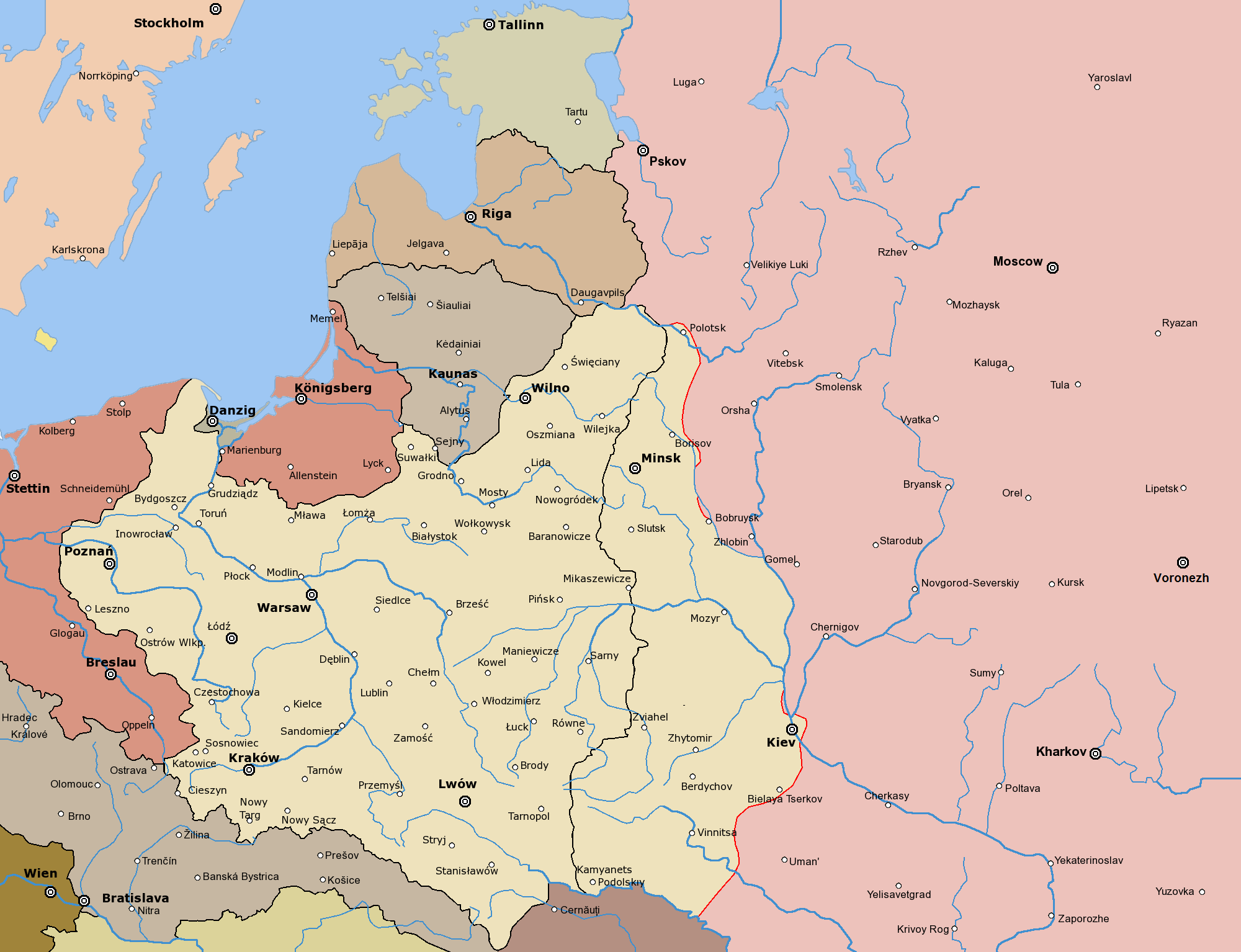
Der Polnisch-Sowjetische Krieg, Frontverlauf im Juni 1920

Zunächst drangen die polnischen Truppen unter General Rydz-Śmigły mit Unterstützung durch nationalukrainische Kräfte bis nach Kiew vor. Der schnelle Erfolg war durch das Ausweichen der sowjetischen Truppen begünstigt, die nach der Eroberung Kiews durch die Polen eine Gegenoffensive starteten. Die sowjetischen Einheiten unter General Tuchatschewski drangen bis Warschau vor, während General Budjonny Lemberg belagerte.
Durch ein waghalsiges Zangenmanöver gelang der polnischen Armee unter Piłsudskis Kommando der Durchbruch und eine nahezu vollständige Vernichtung der sowjetischen Einheiten: Während die polnischen Einheiten versuchten, die Armee von General Tuchatschewski bei Radzymin nordöstlich von Warschau aufzuhalten, startete Piłsudski vom Fluss Wieprz in der Woiwodschaft Lublin eine Großoffensive in Richtung Norden. Der Überraschungseffekt war so groß, dass die letzten sich zurückziehenden Einheiten der Roten Armee über deutsches Gebiet – Ostpreußen – flüchten mussten.
1921 schlossen die Kriegsparteien in der lettischen Hauptstadt Riga einen Friedensvertrag. Piłsudski verfehlte zwar sein Ziel, die Staatsgrenze von 1772 wiederherzustellen, es gelang ihm jedoch, die polnische Staatsgrenze etwa 200 km östlich der Curzon-Linie zu erweitern, der geschlossenen polnischen Sprachgrenze mit relativer Bevölkerungsmehrheit.
Im östlichen Teil Polens betrug der polnische Bevölkerungsanteil 1919 etwa 25 %, 1938 bezeichneten sich 38 % als polnisch. Den übrigen Anteil bildeten jeweils andere Nationalitäten. Die Bevölkerungsmehrheit bezeichnete sich als ukrainisch, belarussisch oder jüdisch. Mehrheitlich polnisch – mit einem hohen Anteil Juden – waren dagegen die Städte Wilna und Lemberg.

## Verwaltungsgliederung

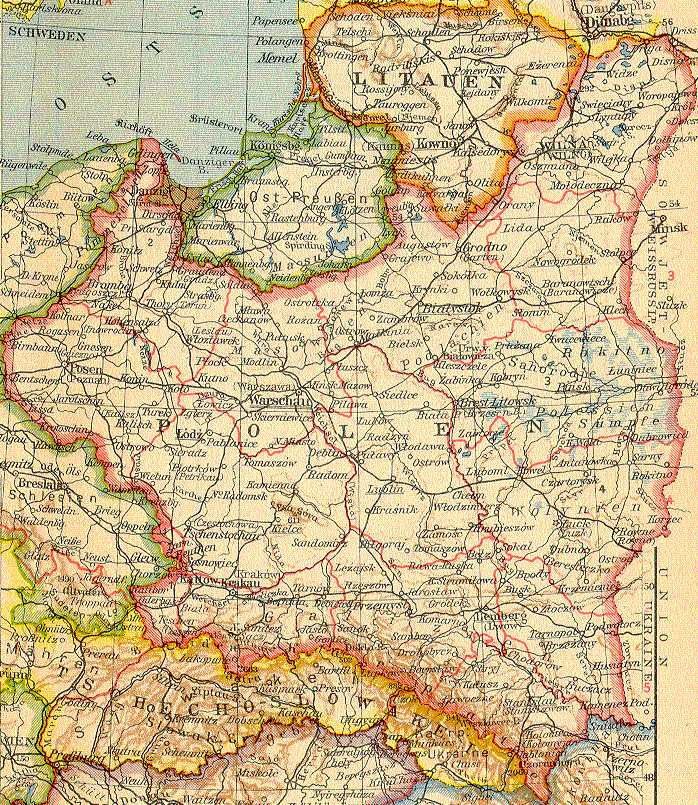
Polen 1920–1939

Woiwodschaften im Jahr 1931

Das Staatsgebiet wurde in 16 Woiwodschaften und die ihnen gleichgestellte Hauptstadt Warschau gegliedert. Die Grenzen dieser Verwaltungseinheiten orientierten sich zunächst an den einstigen deutschen, österreich-ungarischen und russischen Verwaltungsgrenzen, doch gab es am 1. April 1938 einige Gebietsumgliederungen.
| Woiwodschaft, Stadt | Stand 1. April 1931 | Stand 1. April 1931 | Stand 1. April 1931 | Stand 1. April 1931               | Stand 1. April 1939 | Stand 1. April 1939 | Stand 1. April 1939 | Stand 1. April 1939 |
| Woiwodschaft, Stadt | Fläche (km²)        | Powiats             | Städte              | Land- gemeinden und Guts- bezirke | Fläche (km²)        | Powiats             | Städte              | Land- gemeinden     |
| ------------------- | ------------------- | ------------------- | ------------------- | --------------------------------- | ------------------- | ------------------- | ------------------- | ------------------- |
| Warschau (Stadt)    | 123                 | 4                   | 1                   | –                                 | 141                 | 4                   | 1                   | –                   |
| Warschau (Land)     | 29.470              | 23                  | 59                  | 301                               | 31.656              | 22                  | 53                  | 293                 |
| Łódź                | 19.034              | 14                  | 46                  | 232                               | 20.446              | 15                  | 39                  | 237                 |
| Kielce              | 25.589              | 19                  | 40                  | 312                               | 22.204              | 18                  | 37                  | 275                 |
| Lublin              | 31.176              | 20                  | 33                  | 277                               | 26.555              | 16                  | 29                  | 228                 |
| Białystok           | 32.441              | 14                  | 49                  | 179                               | 26.036              | 10                  | 35                  | 128                 |
| Wilna               | 29.011              | 9                   | 15                  | 97                                | 29.011              | 9                   | 15                  | 96                  |
| Nowogródek          | 22.966              | 8                   | 9                   | 87                                | 22.966              | 8                   | 10                  | 87                  |
| Polesien            | 36.668              | 9                   | 14                  | 83                                | 36.668              | 9                   | 12                  | 79                  |
| Wolhynien           | 35.754              | 11                  | 22                  | 106                               | 35.754              | 11                  | 22                  | 103                 |
| Posen               | 26.564              | 38                  | 118                 | 4.615                             | 28.089              | 29                  | 100                 | 237                 |
| Pommerellen         | 16.407              | 20                  | 34                  | 2.010                             | 25.683              | 28                  | 64                  | 234                 |
| Schlesien           | 4.216               | 11                  | 17                  | 400                               | 5.122               | 11                  | 25                  | 463                 |
| Krakau              | 17.380              | 23                  | 53                  | 1.870                             | 17.560              | 18                  | 47                  | 195                 |
| Lwów                | 28.408              | 28                  | 60                  | 2.186                             | 28.402              | 27                  | 58                  | 252                 |
| Stanislau           | 16.894              | 15                  | 29                  | 901                               | 16.894              | 12                  | 28                  | 119                 |
| Tarnopol            | 16.533              | 17                  | 35                  | 1.091                             | 16.533              | 17                  | 36                  | 169                 |
| Polen gesamt        | 388.634             | 283                 | 634                 | 14.747                            | 389.720             | 264                 | 611                 | 3.195               |

## Wirtschaft
Die Kämpfe des Ersten Weltkrieges an der mehrfach auf dem Boden des späteren polnischen Staates verlagerten Front hatten schwere Zerstörungen hinterlassen. Lediglich im ehemals preußischen Teilungsgebiet war es nicht zu Kämpfen gekommen. In Zentralpolen waren über 1,75 Millionen Zivilisten nach Russland evakuiert und Industrieanlagen demontiert worden. Die österreichischen und deutschen Besatzer hatten große Teile der Ernte und Industrieproduktion konfisziert und Zivilisten zur Zwangsarbeit in ihre Staatsgebiete deportiert.
Insgesamt verlor das Gebiet des späteren Polens im Weltkrieg zwei bis drei Fünftel seines Viehbestandes, die Getreide- und Kartoffelproduktion sank auf etwa die Hälfte, die Weizenproduktion sank auf ein Drittel des Vorkriegsstandes. Es wird geschätzt, dass im November 1918 nur noch 15 Prozent der Arbeiter von 1913 in der Industrie arbeiteten. Etwa die Hälfte der Brücken und fast zwei Drittel der Bahnhöfe waren zerstört. Durch die Teilungen Polens hatten sich die jetzt in einem Staat wiedervereinten Teile sehr unterschiedlich entwickelt. Vereinfacht wurde zwischen dem vergleichsweise gut entwickelten Polen A und dem rückständigen Polen B mit der Trennlinie an der Weichsel unterschieden.
Die Arbeits- und Sozialgesetzgebung der Zweiten Polnischen Republik gehörten zu den modernsten der damaligen Zeit. 1918/1919 wurden Dekrete über den 8-Stunden-Arbeitstag, Gewerkschaften, Gesundheitsversicherung und Arbeitsinspektion erlassen. 1920 folgten Gesetze zu Krankenkassen, Arbeitszeit und 1922 zu Urlaubsansprüchen. Mitte Oktober bis Ende November stieg die Zahl der registrierten Arbeitslosen von 200.000 auf 300.000.
Das Staatsbudget war defizitär, 1921 waren 40 %, 1922 51 % der Ausgaben gedeckt. Während des gesamten Bestehen des Staates nahm das Ministerium für Militärische Angelegenheiten bis zu einem Drittel des Staatsbudgets in Anspruch.

### Währung
Am 15. Januar 1920 wurde die Polnische Mark eingeführt, zuvor gab es sechs gültige Währungen im Staat. Zwischen der Übernahme der Regierungstätigkeit durch Wincenty Witos im Mai 1923 und dem 1. August 1923 fiel der Kurs der Mark zum US-Dollar von 1:52.000 auf 1:230.000. Dies wird als Beginn der Hyperinflation in der polnischen Republik angesehen. Im Dezember 1923 war der Wechselkurs bereits auf 1:4,3 Millionen geklettert. Am 1. Februar 1924 wurde die Bank Polski gegründet, welche weitgehend unabhängig von der Regierung war. Im April 1924 wurde der Złoty (d. h. Gulden) eingeführt und so bis Mitte des Jahres die Polnische Mark vollständig abgelöst. Von 1924 bis 1925 nahm der Złoty durch einseitige Einführung an der Lateinischen Münzunion teil.

### Landwirtschaft
Anfang der 1920er Jahre lebten drei Viertel der Bevölkerung von der Landwirtschaft, wobei hier viele kleine Höfe das Bild dominierten. Ein Drittel der Landwirtschaftsunternehmen bewirtschafteten weniger als zwei Hektar (insgesamt 3,5 % des Ackerbodens), ein weiteres Drittel weniger als fünf Hektar (14,8 %) nur 0,9 % der Unternehmen besaßen mehr als 50 Hektar (47,3 % des Bodens). Die bedeutendsten Landbesitzer waren die Familien Zamoyski, mit 191.000 Hektar, und Radziwiłł, 177.000 Hektar. Bis 1923 hatte die Landwirtschaft in den meisten Bereichen wieder den Stand von vor dem Weltkrieg erreicht.
Es gab ab 1919 mehrere Ansätze für eine Bodenreform, aber erst 1925 konnte Władysław Grabski erfolgreich ein effektives Gesetz erlassen. Er setzte ein Dekret von 1923 in ein Gesetz um, nach dem die Großgrundbesitzer jährlich mindestens 200.000 Hektar gegen volle Entschädigung in den Besitz von Kleinbauern überführen mussten.

### Industrie
Die Industrie war während der Teilung auf die Bedürfnisse der Teilungsmächte ausgerichtet und wenig exportorientiert, vom preußischen Teilungsgebiet vielleicht abgesehen. Zudem war sie nur mangelhaft mit Kapital ausgestattet. Etwa 40 % der Industrie wurde von Kartellen beherrscht. Der Staat war über die Bank Polski und durch Staatsmonopole ein wichtiger Faktor der Wirtschaft. Etwa 30 % der Staatseinnahmen wurden in Staatsunternehmen generiert. Die Zahl der Industriearbeiter, ohne Oberschlesien, verfünffachte sich zwischen 1919 und 1922, blieb aber unter der Zahl von 1913. Auch die Reallöhne stiegen und erreichten Mitte 1921 98 % der Einkommen von 1914.
Die Industrieproduktion stieg an und erreichte 1929 143 % des Standes von 1926. Durch den Wirtschafts- und Handelskrieg von 1925 und den damit wegfallenden Import wurde der Aufbau polnischer elektrotechnischer, chemischer und optischer Betriebe gefördert. Der Kohleexport wurde zwar durch den Handelskrieg zunächst beeinträchtigt, der englische Bergarbeiterstreik im Jahr 1926 führte aber zu einer erhöhten Nachfrage und einer Steigerung der Steinkohleförderung bis 1926 um fast 60 %.

### Infrastruktur
Die Infrastruktur, da zuvor auf die jeweilige Teilungsmacht ausgerichtet, war schlecht miteinander verbunden. So gab es keine direkte Bahnverbindung von den Kohlerevieren im Süden des Landes zu dem entstehenden Hafen in Gdynia bzw. dem bestehenden Danzigs. Etliche Streckenführungen waren durch Kriegsschäden und ungünstige Streckenführung deutlich länger als nötig. So dauerte die Fahrt von Warschau ins etwa 400 Kilometer entfernte Lemberg bis 1925 12 Stunden, ab Sommer des Jahres 9 Stunden.

## Bildung
- Siehe auch: Bildungssystem in Polen

Die Zweite Polnische Republik baute ihr Hochschulwesen schnell aus. So kamen zu den bereits existierenden Universitäten in Krakau, Warschau und Lemberg 1918 die Katholische Universität Lublin, 1919 die, wiedergegründete Universität in Wilno und im selben Jahr die Universität Posen.
1920 wurde ein Rahmengesetz für die Hochschulen erlassen.
1923 waren ein Drittel der Bevölkerung Analphabeten, wobei sich die Verteilung sehr stark unterschied. Im zuvor russischen Osten, Polesien und Wolhynien, waren dies bis zu 50 %, im polnischen Teil Oberschlesiens lediglich 1,5 %. Im Osten Polens wurde 1919 die bis dahin nicht bestehende allgemeine Schulpflicht eingeführt, womit innerhalb von vier Jahren die Zahl der Lehrer als auch Schüler um zwei Drittel stieg. Trotzdem besuchten Mitte der 1920er Jahre etwa 40 % der Schulpflichtigen keine Schule und das Verhältnis der Lehrer zur Bevölkerung erreichte 70 % des zentralpolnischen und etwa die Hälfte der westpolnischen Gebiete.